# Verlegenheid

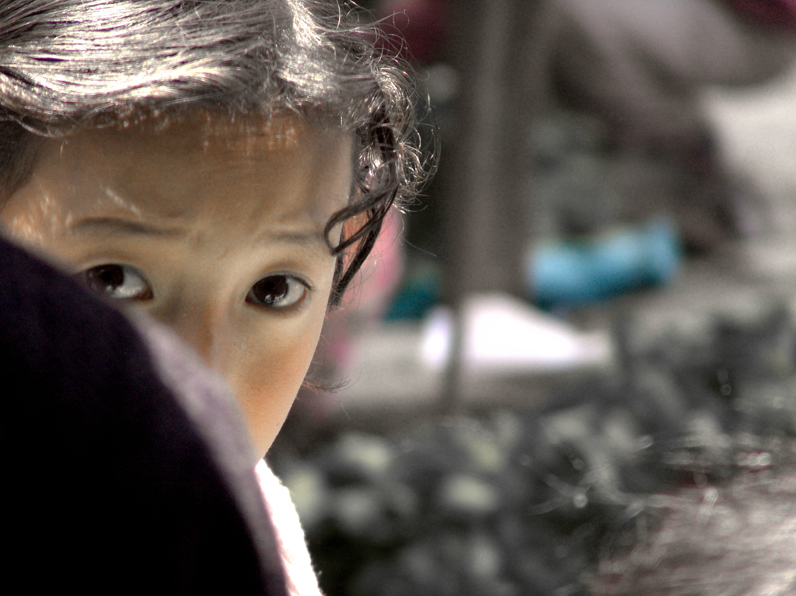
Verlegen meisje

Verlegenheid is de remming die men ervaart om een afstand tot iemand of iets te durven overbruggen. Met verlegenheid wordt vaak een lage mate van assertiviteit bedoeld.
Verlegenheid uit zich vaak in niet durven. Wie verlegen is kan moeite hebben met het aanspreken van anderen, of moeite hebben zich in moeilijke situaties te begeven, en kan ertoe neigen confrontaties uit de weg te gaan. Wanneer een moeilijke situatie zich voordoet, kan een verlegen persoon zich terugtrekken of moeite hebben zich op de "juiste" manier te uiten. In extreme situaties, zoals bij brand of een ongeval, maakt de verlegenheid vaak plaats voor een alerte reactie.
Verlegenheid hoeft zich ook niet tot alle aspecten van het leven uit te strekken. Sommige mensen zijn op hun werk sociaal zeer sterk, maar afhankelijk van de seksuele voorkeur verlegen tegenover hetzelfde of het andere geslacht. Bij anderen kan het omgekeerd zijn. Weer anderen weten verlegenheid te camoufleren. Ook kan de verlegenheid zich uiten in blozen, wat als zeer ongemakkelijk kan worden ervaren.
Verlegenheid hoeft niet altijd negatief te zijn. In sommige culturen en situaties wordt "de kat uit de boom kijken" in zekere zin gewaardeerd en is overassertiviteit uit den boze. Ook zijn er mensen die een rustige partner zoeken en daarom bewust op zoek gaan naar verlegen of verlegenachtige mensen.
Soms kan verlegenheid hinderlijk zijn. Het kan resulteren in teruggetrokken of "robotachtig" gedrag. Bij extreme verlegenheid kan het zelfs uitlopen in "mensenschuwheid", zelfs in iemands eigen huis. Men kan het etiket "asociaal" of "contactgestoord" of arrogant opgeplakt krijgen, waardoor talenten en kwaliteiten in het geheel niet de kans krijgen naar buiten te komen. Het zal hinderlijk zijn in het vinden van een vriend of vriendin, of bij het zoeken naar een baan. In een dergelijk geval is het van groot belang hier goed mee om te gaan, en de verlegenheid te waarderen.
Iemand kan ook in verlegenheid gebracht worden. De betekenis van verlegenheid is dan veel meer dat iemand merkt dat hij/zij niet zo goed was ingevoerd in het onderwerp als gedacht. Als iemands sportploeg verliest, terwijl deze door de omgeving en door de ploeg zelf als sterkste werd gezien, wordt de sportploeg in verlegenheid gebracht. Iemand die een bepaald standpunt naar voren brengt, maar dit onvoldoende weet te onderbouwen in een gesprek, wordt in verlegenheid gebracht.

## Vereniging
In Nederland en Vlaanderen is er de Vereniging voor Verlegen Mensen (V.V.M.) voor wie hinder ondervindt van de eigen verlegenheid. In Vlaanderen biedt de vereniging cursussen aan waarin de deelnemers leren hoe ze gemakkelijker contacten kunnen leggen, hoe ze zich weerbaarder kunnen opstellen en vooral hoe ze meer zelfvertrouwen kunnen krijgen. In Nederland geeft de V.V.M. zelfhulpcursussen met daarin aandacht voor communicatieve vaardigheden.